# Семейный час секса и насилия
Семейный час секса и насилия (англ. The Sex and Violence Family Hour) — секс-комедийный фильм 1983 года с множеством сексуальных пародий. Фильм представляет собой собрание сексуальных пародий, таких как «Большой салями», «Взрыв Брэди» и «Кожа и цепи».

## Сюжет
Фильм содержит набор коротких пародийных скетчей на пошлые темы

## Оценки
Фильм получил неоднозначные отзывы, так на сайте IMDb рейтинг одобрения составляет 4,4/10, на основе 205 рецензий критиков.